# Han-san
Han-san (kínaiul: 寒山; pinyin: Hánshān; magyar népszerű átírás: Han-san; névváltozata: Han-san-ce (Hanshanzi)) kínai remete, költő, aki az általános vélekedés szerint a Tang-dinasztia (618-907) korában élt, feltehetően a 9. században. Kedvelt figurája a kínai piktúrának is, gyakorta együtt ábrázolják barátja, Si-tö (Shide) (Lelenc) és mesterük, Feng-kan (Fenggan) alakjával.

## Kormeghatározás
Léteznek olyan tudományos vélemények, miszerint a név csupán egy versgyűjteményt jelöl és nem pedig egy valós, történeti személyt. Ez a gyűjtemény a Han-san si (Hanshan shi) 寒山诗, azaz Han-san (Hanshan) versei. A Han-san (Hanshan) jelentése „Hideg/Rideg-hegy”, amely csak művésznév, a költő valódi nevére, születési idejére vagy életének részleteire egyetlen klasszikus kínai feljegyzésben sem található megbízható utalás vagy adat. A kutatók is a legkülönbféle időpontokra datálják életét a 6. és a 9. század között. Többen kísérletet tettek arra, hogy valódi személlyel azonosítsák. Például Wu Chi-yu a „Tanulmány Han-san (Hanshan)ról” című munkájában megpróbálja bebizonyítani, hogy Han-san (Hanshan) legendája egy történelmi személyre utal, egy Zhiyan 智岩 (577 – 654) nevű szerzetesre, más néven Bölcs Sziklaszirtre.
Más vélekedések szerint Han-san (Hanshan) költeményei több korból és több szerzőtől származnak. Ezt a nézetet támogatja Edwin G. Pulleyblank „Nyelvészeti bizonyíték a Han-san (Hanshan) keletkezésére” című munkája is. Pulleyblank a Han-san (Hanshan) kollekció háromszáz versének rímszerkezetét vizsgálta, és abból arra következtetett, hogy a versek két kategóriába sorolhatóak: nagyobbik részük a 6. és 7. században keletkezett, míg a kisebbik részük a 8. és 9. században. Megállapítása szerint a versek legalább két szerzőtől származnak. Ez ellentmond Paul Demiéville megállapításának, aki a The Encyclopedia of China műben ugyancsak két lehetséges időpontot jelöl meg: 712 körül és 793 után. Csia Csin-hua (Jia Jinhua) viszont a mintegy 50 kifejezetten csan (chan)-buddhista témájú Han-san (Hanshan) vers elemzése után a versek szerzőségét Cao-san Pen-csi (Caoshan Benji) (840-901) csan (chan)-buddhista szerzetesnek tulajdonítja.

## Han-san életrajza
Kínában a Han-san (Hanshan) verseinek jelentőségét a 12. és 18. század között a régi konfuciánus hagyományokat követő uralkodók és a hivatalnokok nem ismerték el. Ez alatt az idő alatt a hivatalos állami gyűjtemények nem tartalmaztak Han-san (Hanshan)-költeményeket, és más Tang-kori versgyűjteményekben sem szerepeltek.

Az 1705 körül összeállított A Tang-kor összes versei (Csüan Tang si (Quan Tang shi) 全唐詩) című gyűjteményben 12. részében található a Han-san (Hanshan)nak tulajdonított 311 vers, melynek rövid bevezetőjét Lü-csiu Jin (Lüqiu Yin) 閭丘胤 írta. A Han-san (Hanshan) életéről tudott kevés információ zöme innen származik:

„Han-san (Hanshan) mesterről nem tudni, hová valósi. Tientaj (Tiantai)ban, a Tanghszing (Tangxing) járás Hanjen (Hanyan) („Hideg sziklaszirt”) hegyében lakott. Meg-meglátogatta a Kuo-csing (Guoqing) kolostort. Nyírfa kérgéből készített föveget, vásznat, állatbőrt, kopott lábbelit viselt. Olykor útközben hosszan énekelt, a falvakban, mezőkön jártában danolászott. Nem tudta senki, kicsoda. Mikor Lü-csiu Jin (Lüqiu Yin) mandarin lett Tancsiu (Danqiu)ban, oda indulásakor találkozott Feng-kan (Fenggan) mesterrel, aki megmondta neki, hogy a Tientaj (Tiantai)ról jött. Lü-csiu (Lüqiu) ezért megkérdezte, hogy ki van azon a vidéken, aki méltó lenne arra, hogy mestere legyen? Feng-kan (Fenggan) mester így szólt: „Han-san (Hanshan), aki Mandzsusrí, s Si-tö (Shide), aki Szamantabhadra bodhiszattva reinkarnációja. Ez utóbbi a Kuo-csing (Guoqing) kolostor konyhájában a tüzet rakja.” Lü-csiu (Lüqiu) megérkezvén hivatalába harmadnap meglátogatta a kolostort. Megtalálván kettejüket tisztelettel üdvözölte őket. Azok ketten nagyot nevetve megjegyezték: „Micsoda fecsegő ez a Feng-kan (Fenggan), micsoda fecsegő! Amitábhát sem ismerné fel! Mit udvariaskodsz?” Azzal kiszaladtak a kolostorból, visszamentek a Hansan (Hanshan) hegyre, Han-san (Hanshan) mester bement egy barlangba és eltűnt, az üreg magától bezárult. Bambuszokra, fákra, kövekre, falakra írta verseit. Ezzel együtt a falusi házak falára írt szövegei háromszázegynéhány verset tesznek ki, ezeket kötetbe szerkesztették”

– Csongor Barnabás fordítása

Han-san (Hanshan) életével kapcsolatban verseinek tartalma is forrásul szolgálhat. Ezek némelyikében ő is megemlíti a Hanjen (Hanyan) nevű barlangot a Tajsan (Taishan)-hegyen, amely egynapi járásra volt a Tientaj (Tiantai) buddhista iskola központjától, a Kuo-csing (Guoqing) kolostortól, Kína délkeleti részén. Gyakorta itt találkozhatott két közeli barátjával is, („ A tientaj (tiantai)i három szent” Tientaj szan seng (Tiantai san sheng) 天台三聖) Feng-kan (Fenggan)nal és Si-tö (Shide)vel, akik a Kuo-csing (Guoqing) kolostorban éltek.
40. vers (Tokaji Zsolt fordítása)

Hozzászoktam régen, hogy elvonultan éljek,
 
de most épp Kuo-csing (Guoqing) felé taposom a sarat.

Néhanap beugrom a jó öreg Feng-kan (Fenggan)hoz,

a ha már ott járok remélem, Si-tö (Shide) is fogad.

Majd magányos utam a Rideg-csúcsra veszem,

ott nincs kivel beszéljek, nem kellenek szavak.

Keresem, kutatom a Forrásanincs-csermelyt,

forrása kimerült, de vize el nem apadt.
Eltűnése előtt egy Hszü Ling-fu (Xu Lingfu) 徐灵府 nevű taoista gyűjtötte össze Han-san (Hanshan) műveit, amelyek különböző hegyekre, sziklákra, fákra és falakra voltak felírva. Habár ezt a gyűjteményt Hszü Ling-fu (Xu Lingfu) sosem említette írásaiban, és 825-ben abbahagyta az írást, ez meghatározhatja Han-san (Hanshan) halála időpontjának alsó határát. A legenda szerint Han-san (Hanshan) 12 évvel halála előtt tűnt el, ami sokak szerint a halálát 837 és 851 közé teszi. Se születési időpontjáról, se haláláról nincs adat. Létezik néhány önéletrajzi részlet, amiből arra lehet következtetni, hogy szülővárosa Hantan (Handan) 邯郸 volt, és egy tehetős, nemes családba született:
23. vers (Tokaji Zsolt fordítása)

Fiatal asszonyként Hantan (Handan)ban, hol élek

csengő dalom hangja siklik, úszik lágyan.

Ide költözködtem, itt van csöndes lakom,

s ezt a régi nótát zengem mostanában:

„Becsíptél, ne mondd hát: 'Haza kéne mennem',

messzi még a reggel, s csak az minden vágyam,

ha már itt vagy nálam, maradj éjszakára,

tiéd hímes párnám, vár rád ezüst ágyam.”
Fontos megjegyezni, hogy Hantan (Handan) az egyetlen város, amely a két akkori fővároson kívül megjelenik a versekben, és Hantan (Handan) városa mellett van egy Hideg-hegy nevű hegy, bár ezt kínaiul máshogy írják, mint a költő nevét.
 
A következő vers utal arra, hogy Han-san (Hanshan) korábban jómódban élt:
279. vers (Károlyi Amy fordítása)

Nem voltam én mindig remete.

Vadonbeli ember a nevem.

Turbánban szolgáltam ostobát,

vászonba csavarom fejem.

„Ha fészket lelsz úton, foszthatod” – 

Jao (Yao) és Sun (Shun) nem parancsol nekem.

Hivatali kalap majmoké,

tudós átlép sáron, szennyesen.
Arra is lehet következtetni, hogy nem jutott magasabb hivatali poszthoz, hiszen a felsőbb szintű hivatalnokvizsgák letételéhez önmagában nem volt elegendő a kiváló szellemi képesség, hanem a konfuciánus klasszikusok kiváló ismeretére és hibátlan fizikumra is szükség volt. Ezzel szemben számos versében említi, hogy maradandó lábsérülése volt.

Több versre hivatkozva egy kiváló amerikai Han-san (Hanshan)-fordító, Red Pine azt az életrajzot részesíti előnyben, mely szerint Han-san (Hanshan) a 8-9. században élt egy nemes család fiaként, aki egy gyaníthatóan lovaglás közben szerzett lábfogyatékosság miatt, sosem jutott magasra a hivatalnoki ranglétrán. Miután belekeveredett az An Lu-san (An Lushan)-lázadásba (755-763), elmenekült, és ismeretlenségre törekedve nevet változtatott, végül a fővárosoktól messze telepedett le a Tajsan (Taishan) hegyen. Remeteként élve írta a verseit, amelyekről ismertté vált az utókor számára. Ez a teória igencsak spekulatív, tudományos tényként semmiképpen nem fogadható el.
120. vers (Tokaji Zsolt fordítása)

Ki ez a kóborló öreg írástudó?

Időről időre a fővárosba jön.

Hány éve is? Harminc, talán több is annál?

Elbukott vizsgáin, négyen vagy tán ötön.

A tarisznyájában nincs egy árva peták,

kosarában is csak sárga könyvtekercsek.

Amikor elhalad a pecsenyés előtt,

oda sem mer nézni, pedig nem is evett.

## Han-san költészete
Han-san (Hanshan) verseit 3, 5 vagy 7 írásjegyből álló sorok alkotják, sohasem rövidebbek 2 sornál, és sohasem hosszabbak mint 34 sor. A Han-san (Hanshan)-féle versre jellemző, hogy nagyon lényegre törő, ami éles ellentétben áll a tipikus Tang-kori költészet komplikált szerkezetével.
286. vers (Károlyi Amy fordítása)

Szépreményű Vang (Wang) diák gúnyol,

hogy verseimben sokat vétek.

Nem értek a „darázsderékhoz”,

nem értem a „darutérdet”!

Nem jól váltok „sima hangsúlyt és csavartat”,

„ahogy szóm jön” teszem verssé.

Én az ő versén mulatok:

olyan mintha vak a napot énekelné.
Han-san (Hanshan) erőteljesen alkalmazza a buddhista és taoista témákat, gyakran ír az élet rövid és mulandó voltáról, illetve a menekülés fontosságáról valamilyen felsőbbrendű létezés felé. Eltérően és kibővítve értekezik ezekről a témákról, valamikor a mahájána buddhizmus elemeit, máskor pedig taoizmus szimbólumait emlegeti, például a darvakat.

136. vers (Tokaji Zsolt fordítása)

Élnek e világon oly furcsa lények,

korhadtak, üresek, mint a fatuskó.

A szavakból semmit meg nem értenek,

azt mondják: „Valamennyi gondunk múló.”

Kérded, mi a Tao, ésszel föl nem fogják,

hogy hol van Buddha, nem érdekli őket.

Ha egyre keresed a dolgok okát,

a végtelen bánat-tenger megölhet.

228. vers (Tokaji Zsolt fordítása)

Csak bámulom a Tientaj (Tiantai) csúcsát,

a tömeg felett egymaga áll.

Szél játszik fenyő-citeráján,

ha fölkél a Hold, itt a dagály.

Lepillantok a hegy tövébe,

s titkaimat felhőknek súgom.

Vadságom jól illik e tájhoz,

régi vágyam járni az Úton.
Ez a hatás valószínűleg a taoisták nagyobb befolyásának eredménye ezen a vidéken. A kiváló taoista, Ko Hung (Ge Hong) úgy áradozott a Tientaj (Tiantai)ról, hogy az a „tökéletes hely a halhatatlanság művészetének gyakorlására”.
 
Számos vers arról árulkodik, hogy Han-san (Hanshan)t mélyen foglalkoztatta az emberi természet, ami nézetei szerint makacsul visszautasítja az előretekintést, és rövidlátóan megenged minden helytelen viselkedést, olyan magasra felhalmozva a bűnöket ezzel, mint a Sumeru-hegy. Ennek ellenére él benne a remény, hogy az embereket még meg lehet menteni; „Épp a minap / egy démon Bodhiszattvává vált.”
167. vers (Tokaji Zsolt fordítása)

A világ sok serény embere,

hogy lásson mindenfélét tanul.

De nem tudja, mi az igazi természet,

így aztán az Úttól messze elfordul.

Ha felfogná a valóságot,

tudná, vágya csak hamis álom.

Rögvest megértené önön elméjét,

s megnyitná a Buddha-tudást, hogy lásson.

11. vers (Tokaji Zsolt fordítása)

A sivatagba hajtom lovam,

a romváros ott mindig meghat.

Fenn-lenn régi lőrések sora,

szerte sokféle ódon sírhant.

Árva gyom árnya reszket maga,

dermedt a sírőrző fák hangja.

Ma már csak közönséges csontok,

kik jajongtak név nélkül halva.

268. vers (Tokaji Zsolt fordítása)

Hozzád szól e versem, húsevő ember,

hidd el, belehalsz zabáló létedbe.

Mostani léted a múltban ültetted,

eljövendőd a mának az érdeme!

Ha csupán a ma gyönyöreinek élsz,

ne bánd, ha jövőd szenvedéssel tele!

Akár a rizses korsóba bújt patkány,

jóllakva már nem fért ki, csak a feje.

Nehéz határozottan megállapítani Han-san (Hanshan) vallási hovatartozását. Nem volt csan (chan) szerzetes, bár néha megjelennek csan (chan) fogalmak műveiben. Kritizálta a Tientaj (Tiantai) kolostorbeli buddhistákat, mégis sok buddhista gondolatot és kifejezést használt. Taoista sem volt, mivel őket is bírálta, bár nem okozott neki problémát a taoista írások idézése, és a taoista nyelvezet használata, amikor hegyeket írt le a verseiben.
274. vers (Tokaji Zsolt fordítása)

Gondoltam, Kuo-csing (Guoqing)ba megyek,

hisz húsz éve, hogy eljöttem onnan.

A kolostorban így fogadtak:

„Lám itten jön a bolond Han-san (Hanshan)!”

Hát vajon tényleg bolond lennék?
 
Kételyek közt morfondíroztam:
 
magamat még én sem ismerem,
 
ők meg mégis tudják, de honnan?

Ha kérdeztek, én nem feleltem,
 
érdeklődtem: melyikük hogy van.
 
Némelyik csak pocskondiázott,

dehogy ismernek, most már tudtam.
 
S lám csak elégedettek voltak,
 
noha én még egy szót sem szóltam.

302. vers (Károlyi Amy fordítása)
 
Buddhista nem ügyeli már a törvényt,

a taoista sem nyeli varázsszerét.
 
Valahány bölcs volt hajdanában,

mind a zöld hegyek lábához tért.

311. vers (Tokaji Zsolt fordítása)

Ha otthonodban Han-san (Hanshan) vers van,
 
többet ér, mint bújni a szútrát.
 
Ide írom ni, redőnyödre,

hogy időről-időre fusd át!

## Han-san hatása
Han-san (Hanshan) verseiről Kínában még csak-csak tudnak, nevét ismerik, ám sikere vitathatatlanul nagyobb Japánban, sőt ami meglepő az Egyesült Államokban és Nyugat-Európában. Han-san (Hanshan) és Si-tö (Shide) japán megbecsülése mondhatni természetes, hiszen a Japánban zen néven ismert kínai eredetű csan (chan) buddhista irányzat korai képviselőiről (japánul Kanzan és Jittoku) van szó, még ha félig-meddig legendás alakok is. A két félnótás, örökké vigyorgó figura a mai napig kedvelt témája a zen festőknek.

Han-san (Hanshan)t a leggyakrabban szútratekerccsel kezében jelenítik meg, amely a buddhista elméletre utal, Si-tö (Shide) viszont kezében söprűt tart, s így a buddhista gyakorlatot szimbolizálja.

Han-san (Hanshan) ázsiai kontinensen kívüli népszerűsége nem utolsósorban köszönhető a hatvanas években megjelent beat-nemzedék olyan jeles művészeinek, mint Gary Snyder és Jack Kerouac. Kerouac az 1958-ban The Dharma Bums (A Dharma csavargók) címen megjelent regényét egy Han-san (Hanshan)nal kapcsolatos látomással zárja, sőt Snyder javaslatára az egész regényét neki ajánlja.

## Magyarul
Han-san (Hanshan) 311 költeménye közül először Csongor Barnabás válogatott ki és fordított le 28-at Károlyi Amy részére, aki a Klasszikus kínai költők című antológia számára a műfordításokat elkészítette. 1998-ban ugyanez a 28 műfordítás a Terebess Kiadó gondozásában megjelent A bölcs vigyor című antológiában, amely kiegészült a Tokaji Zsolt által válogatott és klasszikus kínai nyelvből fordított további 107 vers műfordításával.
2010-ben Tokaji Zsolt Han-san (Hanshan) műfordításai, további darabokkal kiegészülve ismét megjelentek A remete és a lelenc c. antológiában, amelyben már Si-tö (Shide) és Fang-kan (Fenggan) összes költeménye is szerepel.
- A bölcs vigyor; ford. Károlyi Amy, vál., ford., jegyz. Tokaji Zsolt, vál., nyersford., előszó Csongor Barnabás; Terebess, Bp., 1997
- A remete és a lelenc. Han-san és Si-tö versei. Zen költemények a 7. századi Kínából; vál., ford., jegyz. Tokaji Zsolt, előszó Csongor Barnabás; Fapadoskonyv.hu, Bp., 2010 (Kelet klasszikusai)

## Külső hivatkozások
- http://www.terebess.hu/keletkultinfo/hansan.html